# 豊橋市立津田小学校
豊橋市立津田小学校（とよはししりつつだしょうがっこう）は、愛知県豊橋市横須賀町にある公立小学校。

## 概要
豊橋市北部にある小学校で、校区は清須町、川崎町、横須賀町、下五井町、瓜郷町からなる。近くを一級河川である豊川が流れており、同校には「とよがわ精神」という標語がある。
卒業生の多くは豊橋市立北部中学校へ進学する。

## アクセス
- 東海旅客鉄道（JR東海）飯田線「下地駅」下車。徒歩3分。

## 出身者
- 髙田真希（バスケットボール選手）[1]